# ني وين
ني وين (بالبورمية: နေဝင်း၊ ဦး)‏ 14 ايار / مايو 1911 أو في 10 تموز / يولية 1910 إلى 5 كانون الأول / ديسمبر 2002) كان رجل الدولة والقائد العسكري بورمي. وكان رئيس وزراء بورما من 1958 إلى 1960 و 1962 إلى عام 1974 وأيضا رئيسا للدولة من 1962 إلى 1981. وهو أيضا مؤسس ورئيسا للحزب البرنامج الاشتراكي لبورما من 1963 إلى 1988 ، والتي في الفترة من عام 1964 حتى عام 1988 كان الحزب السياسي الوحيد.

## روابط خارجية
- ني وين على موقع الموسوعة البريطانية (الإنجليزية)
- ني وين على موقع مونزينجر (الألمانية)